# Josef Horn
Josef Horn (21. února 1899 Plzeň – 17. října 1973 Moskva) byl český a československý politik Komunistické strany Československa a poválečný poslanec Ústavodárného Národního shromáždění a Národního shromáždění ČSR.

## Biografie
Patřil mezi zakládající členy KSČ. V roce 1946 se uvádí jako předseda ústřední živnostensko-obchodnické komise KSČ a bývalý politický vězeň, bytem v Praze. Působil jako redaktor v redakcích družstevních a odborových listů, například Včela, Bratrství a Rudé odbory. V roce 1951 je zmiňován coby předseda Aeroklubu a náměstek ministra dopravy.
V parlamentních volbách v roce 1946 byl zvolen poslancem Ústavodárného Národního shromáždění za KSČ. V parlamentu setrval do konce funkčního období, tedy do voleb do Národního shromáždění roku 1948, v nichž byl zvolen do Národního shromáždění za KSČ ve volebním kraji Praha. Mandát zastával do konce funkčního období, tedy do voleb do Národního shromáždění roku 1954.
Zastával i stranické funkce. VIII. sjezd KSČ a IX. sjezd KSČ ho zvolil členem Ústředního výboru Komunistické strany Československa. X. sjezd KSČ ho zvolil na post člena Ústřední revizní komise.
Počátkem 70. let působil jako předseda československo-sovětské obchodní komory.